# John Milbank
John Milbank (Kings Langley, 23 de octubre de 1952) es un filósofo, teólogo, teórico político y profesor emérito de la Universidad de Nottingham. Es conocido por ser el ideólogo de la ortodoxia radical, un movimiento político-religioso antiliberal y antimoderno.
Milbank enseñó anteriormente en la Universidad de Virginia y antes de eso en la Universidad de Cambridge y la Universidad de Lancaster. También es presidente de los fideicomisarios del think tank ResPublica.
Milbank es conocido como el fundador del movimiento conocido como ortodoxia radical, que ha atraído la atención internacional tanto en el mundo religioso como político. Su trabajo cruza límites disciplinarios, integrando temas como teología sistemática, teoría social, ética, estética, filosofía, teoría política y teología política. Obtuvo reconocimiento por primera vez después de publicar  Theology and Social Theory, que sentó las bases teóricas para el movimiento que luego se conoció como la ortodoxia radical. En los últimos años ha colaborado en tres libros con el filósofo Slavoj Žižek y Creston Davis, titulados Theology and the Political: The New Debate (2005), The Monstrosity of Christ: Paradox or Dialectic (2009), y Paul's New Moment: Continental Philosophy and the Future of Christian Theology (2010).
Se declara cercano al pensamiento del filósofo francés Jean-Claude Michéa.

## Biografía
Milbank nació en Kings Langley, Inglaterra, el 23 de octubre de 1952. Recibió una licenciatura con honores de tercera clase en historia moderna de la Universidad de Oxford. Fue galardonado con un postgrado en teología de Westcott House, Universidad de Cambridge. Durante su estancia en Cambridge, estudió con Rowan Williams. Luego recibió su doctorado en Filosofía de la Universidad de Birmingham. Su tesis sobre la obra de Giambattista Vico, titulada The Priority of the Made: Giambattista Vico and the Analogy of Creation, fue escrita bajo la supervisión de León Pompa. La Universidad de Cambridge le otorgó el título de Doctor en Divinidad (D.Div.) en reconocimiento por el trabajo publicado en 1998. Se casó con Alison Milbank, también académica en la Universidad de Nottingham, en 1978. Tienen dos hijos.

## Obra escrita

### Libros
- Theology and Social Theory: Beyond Secular Reason, 1990 – (ISBN 0-631-18948-3)
- The Religious Dimension in the Thought of Giambattista Vico, 1668–1744, 2 vols., 1991–92 – (ISBN 0773496947 [pt. 1], ISBN 0-7734-9215-1 [pt. 2])
- The Mercurial Wood: Sites, Tales, Qualities, 1997 – (ISBN 3705201131)
- The Word Made Strange, 1997 – (ISBN 0-631-20336-2)
- Truth in Aquinas, con Catherine Pickstock, 2000 – (ISBN 0-415-23335-6)
- Being Reconciled: Ontology and Pardon, 2003 – (ISBN 0-415-30525-X)
- The Suspended Middle: Henri de Lubac and the Debate concerning the Supernatural, 2005 – (ISBN 0-8028-2899-X)
- The Legend of Death: Two Poetic Sequences, 2008 – (ISBN 978-1-55635-915-6)
- The Monstrosity of Christ: Paradox or Dialectic?, con Slavoj Žižek and Creston Davis, 2009 – (ISBN 9780262012713)
- The Future of Love: Essays in Political Theology, 2009 – (ISBN 978-1-60608-162-4)
- Paul's New Moment: Continental Philosophy and the Future of Christian Theology, con Slavoj Žižek y Creston Davis, 2010 – (ISBN 978-1587432279)
- Beyond Secular Order: The Representation of Being and the Representation of the People, 2013 – (ISBN 9781118825297)
- The Politics of Virtue: Post-Liberalism and the Human Future, junto a Adrian Pabst, 2016 - (ISBN 9781783486496)

### Ensayos y capítulos de libros
- "Postmodern Critical Augustinianism: A Short Summa in Forty-two Responses to Unasked Questions", en The Postmodern God: a Theological Reader, edited by Graham Ward, 1997 – (ISBN 0-631-20141-6)
- "The Last of the Last: Theology in the Church", en Conflicting Allegiances: The Church-Based University in a Liberal Democratic Society, 2004 – (ISBN 1-58743-063-0)
- "Alternative Protestantism: Radical Orthodoxy and the Reformed Tradition", en Radical Orthodoxy and the Reformed Tradition: Creation, Covenant, And Participation, 2005 – (ISBN 0-8010-2756-X)
- "Plato versus Levinas: Gift, Relation and Participation", en Adam Lipszyc, ed., Emmanuel Levinas: Philosophy, Theology, Politics (Warsaw: Adam Mickiewicz Institute, 2006), 130–144.
- "Sophiology and Theurgy: The New Theological Horizon", en Adrian Pabst, ed., Radical Orthodoxy and Eastern Orthodoxy (Basingstoke: Ashgate, 2009), 45–85 – (ISBN 978-0754660910)
- "Shari'a and the True Basis of Group Rights: Islam, the West, and Liberalism", en Shari'a in the West, editado por Rex Ahdar y Nicholas Aroney, 2010 – (ISBN 978-0-19-958291-4)
- "Platonism and Christianity: East and West", en Daniel Haynes, ed., New Perspectives on Maximus

### Artículo académicos
- "The Body by Love Possessed: Christianity and Late Capitalism in Britain", Modern Theology 3, no. 1 (octubre de 1986): 35–65.
- "Can a Gift Be Given? Prolegomena to a Future Trinitarian Metaphysic", Modern Theology 11, no. 1 (enero de 1995): 119–161.
- "The Soul of Reciprocity Part One: Reciprocity Refused", Modern Theology 17, no. 3 (julio de 2001): 335–391.
- "The Soul of Reciprocity Part Two: Reciprocity Granted", Modern Theology 17, no. 4 (octubre de2001): 485–507.
- "Scholasticism, Modernism and Modernity", Modern Theology 22, no. 4 (octubre de 2006): 651–671.
- "From Sovereignty to Gift: Augustine’s Critique of Interiority", Polygraph 19 no. 20 (2008): 177–199.
- "The New Divide: Romantic versus Classical Orthodoxy Modern Theology", Modern Theology 26, no. 1 (enero de 2010): 26–38.
- "Culture and Justice", Theory, Culture and Society 27, no. 6 (2010): 107–124.
- "On 'Thomistic Kabbalah'", Modern Theology 27, no. 1 (2011): 147–185.
- "Hume versus Kant: Faith, Reason and Feeling", Modern Theology 27, no. 2 (Abri de 2011): 276–297.
- "Against Human Rights: Liberty in the Western Tradition", Oxford Journal of Law and Religion 1, no. 1 (2012): 203–234.
- "Dignity Rather than Right", Revista de filosofía Open Insight, v. IV, no. 7 (enero de 2014): 77-124.
- "Politics of the Soul", Revista de filosofía Open Insight, v. VI, no. 9 (enero–junio de 2015): 91-108.
- "Reformation 500: Any Cause for Celebration?", "Open Theology" v. 4 (2018): 607-729. Open Access. DOI: https://doi.org/10.1515/opth-2018-0045